# Johann Matthias von der Schulenburg
Johann Matthias von der Schulenburg (Magdeburg, 1661. augusztus 8. – Verona, 1747. március 14.) brandenburgi-porosz származású arisztokrata és tábornok, majd Velencében műgyűjtő és mecénás. Velencei házába számos értékes festményt összegyűjtött, amelyeket később magas áron elárvereztek. Húga Melusine von der Schulenburg, Kendal hercegnője I. György brit király  szeretője volt.